# Exocentrus lacteolus
Exocentrus lacteolus är en skalbaggsart som beskrevs av William Lucas Distant 1906. Exocentrus lacteolus ingår i släktet Exocentrus och familjen långhorningar.
Artens utbredningsområde är Zimbabwe. Inga underarter finns listade i Catalogue of Life.